# Məmməd Bağırov
Məmməd Səməd oğlu Bağırov, nome di battaglia Mamet (Basgal, 2 ottobre 1922 – Baku, 9 ottobre 1997), è stato un militare, partigiano e guerrigliero azero con cittadinanza sovietica. Primo tenente dell'esercito sovietico (1946), combattente della Grande Guerra Patriottica e del Movimento di Resistenza Italiano, membro della brigata partigiana garibaldina "Ubaldo Fantacci", cittadino onorario della città di Pistoia.

## Biografia

### Giovinezza. Guerra.
Məmməd Səməd oğlu Bağırov nacque il 2 ottobre 1922 nel villaggio Basgal dell’uyezd di Şamaxı della Repubblica Socialista Sovietica Azera, da una famiglia di artigiani. Fu azero di nazionalità. Fece i primi sette anni di scuola nel suo villaggio natale, Basgal, dopodiché studiò a Baku e completò la sua istruzione secondaria nel 1941. A Baku, Bağırov studiò alla Scuola Statale di Arte, dove incontrò Mehdi Huseynzade, futuro Eroe dell'Unione Sovietica, anche egli combattente come partigiano in Europa durante la seconda guerra mondiale..
Bağırov iniziò il servizio nell'Armata Rossa nel luglio 1941. Con l'inizio della seconda guerra mondiale, Məmməd Bağırov presentò volontariamente la domanda al commissariato militare del distretto Japaridze di Baku. All'inizio, al giovane Bağırov fu affidata la consegna della posta e la distribuzione delle convocazioni, poi fu inviato alla scuola militare situata nella città di Telavi della Repubblica Socialista Sovietica Georgiana. Qui Bağırov rimase solo per un mese, dopodiché parte della scuola fu trasferita in diverse città, tra cui Baku. Nel marzo 1942 Bağırov si diplomò alla scuola, ricevette la specialità di artigliere e andò al fronte con il grado di tenente.
Bağırov ebbe il suo battesimo del fuoco, facendo parte del 773º reggimento di artiglieria della 317ª divisione fucilieri nella 57ª armata dell'oblast' di Charkiv, sul fronte sud-occidentale, diventando comandante di plotone. Bağırov sentì i primi spari quando il treno militare su cui stava viaggiando, aggirando Vorošilovgrad, fu sottoposto al fuoco nemico nelle vicinanze della stazione di Svjatogorsk. Nel maggio 1942, durante l'operazione Char'kov, le truppe del fronte sudoccidentale caddero sotto assedio e subirono pesanti perdite. Anche il reggimento del tenente Bağırov fu circondato e lui stesso, ferito, fu fatto prigioniero. Cosi, nelle vicinanze delle città di Barvinkove e Lozova, Bağırov rimase contuso e fu gravemente ferito alla testa, alla mascella e alla gamba prima di far esplodere le armi perché non rimanessero al nemico. Durante la prigionia, Bağırov si ammalò di tifo. Alla fine di giugno 1942, quando Bağırov, trovandosi in un campo di concentramento nella città di Proskurov, giaceva privo di sensi, affetto da tifo, i nazisti gli applicarono sulla testa con la pratica di marchiatura il numero "27". Bağırov aveva ripreso conoscenza dal dolore. Più tardi egli apprese che la marchiatura fu fatta a seguito dell’arrivo al campo di un medico tedesco che selezionava tra i morenti le vittime per gli esperimenti cerebrali. Così Bağırov ricorda i giorni trascorsi in prigionia
I giorni trascorsi in ostaggio sono stati i più neri della mia vita. Sono stato mandato in un campo nella città di Proskurovo. Mi ero appena ripreso dalle ferite quando sono stato di nuovo in preda ad un delirio febbrile. Pensavo fosse la malaria, dato che mi ammalai da bambino quando vivevo nel villaggio di Basgal, nel distretto di İsmayıllı. Ma si è scoperto che avevo il tifo, così come molti altri prigionieri, ammassati tutti in una baracca. È difficile esprimere a parole ciò che ho vissuto in quei giorni. Non sto nemmeno parlando di ferite che non si rimarginano, dolore persistente alla testa ... "
Nel settembre 1942, Bağırov fu arruolato nella Legione dell'Azerbaigian, che consisteva in ex prigionieri di guerra sovietici azeri. Come affermato dallo storico russo Michail Talalaj, pur essendo nella legione, Bağırov, secondo alcuni testimoni, nutriva un odio feroce per i tedeschi e si diceva pronto a fuggire non appena avrebbe avuto occasione di lasciare Berlino, dirigersi a est e avvicinarsi al alla linea di fronte. Nel gennaio 1943 Bağırov fu arruolato in un gruppo di legionari diretti in Crimea per combattere i partigiani sovietici. Tuttavia, a causa della malattia, la partenza di Bağırov fu rinviata ed egli fu mandato come guardia al campo di concentramento di Mauthausen. La situazione dei prigionieri stanchi e morenti del campo accrebbe ulteriormente il desiderio di Bağırov di fuggire. Nella primavera del 1944, Məmməd Bağırov fu trasferito nel nord Italia, nel Provincia di Belluno, dove trovò possibilità di contattare i partigiani locali.

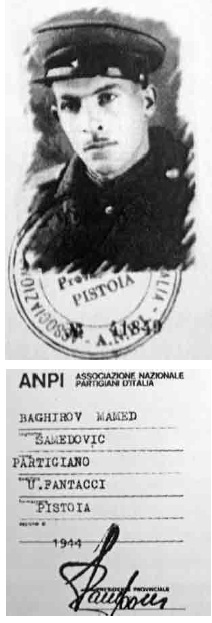
Tessera rilasciata dall'Associazione Nazionale Partigiani Italiani (ANPI) a Məmməd Bağırov

Fuggito dalla legione, Bağırov si unì ai partigiani e successivamente prese parte alle battaglie per la liberazione della Lombardia meridionale e della Toscana, distinguendosi in molte operazioni portate avanti dalla brigata partigiana garibaldina "Ubaldo Fantacci". Questa brigata si era formata sulle montagne vicino alla città di Pistoia. Era guidata da Attilio Ciantelli, e l'assessore era Cesare Andreini, che lavorava come operatore sanitario all'ospedale tedesco a Pistoia e passava ai partigiani informazioni sul nemico. Nella brigata, a Məmməd Bağırov era stata data una mitragliatrice catturata dai tedeschi. Bağırov realizzò, inoltre, lo stendardo della brigata da una tela rossa, che gli era stata data dal comandante della brigata, e ne divenne anche il portatore. Dopo un po' di tempo, altri due connazionali di Bağırov - Mirza Shahverdiyev e Məmməd Khudaynatov - si unirono alla brigata “Ubaldo Fantacci”.
Tra le operazioni compiute dalla brigata vi fu la detonazione di un ponte situato in vicinanza a questi luoghi, il cui scopo era quello di tagliare il percorso a un treno militare proveniente dalla Germania; un attacco alle unità tedesche in uno dei villaggi provinciali; un'imboscata sull'autostrada lungo la quale le truppe tedesche trasportavano armi e munizioni (il segnale per un attacco in questa operazione fu il fuoco di mitragliatrice aperto da Məmməd Bağırov). E già nel settembre 1944 Bağırov, come parte della brigata “Ubaldo Fantacci”, partecipò alla liberazione di Pistoia dalle truppe naziste tedesche. Questa fu la più grande operazione eseguita dai membri della brigata “Ubaldo Fantacci”. I combattenti della brigata infatti, dopo aver cacciato i fascisti dalla città, la mantennero per due settimane prima dell'arrivo delle principali forze partigiane. Cosi Bağırov ricorda il giorno della liberazione di Pistoia:
“Erano i primi giorni di settembre del 1944. Al distaccamento è stato ordinato di liberare Pistoia, espellendo le truppe tedesche dalla città. Ci siamo preparati per la battaglia nel modo più completo. Era giunta l’ora - l'ordine di marcia era stato ricevuto. Di notte, in gruppi separati, siamo silenziosamente penetrati nella città, concentrando le nostre forze principali contro la guarnigione tedesca. La battaglia si è rivelata crudele, sanguinosa. Entrambe le parti hanno subito pesanti perdite. Ma siamo riusciti a ripulire la città dai fascisti. Il giorno successivo, l'8 settembre, un’enorme stendardo partigiano scarlatto sventolava orgoglioso sull'ex quartier generale del nemico. I tedeschi hanno effettuato un bombardamento mirato di artiglieria della città, ma non sono riusciti a sconfiggere il nostro stendardo con la stella rossa ... "

### Ritorno all’Unione Sovietica

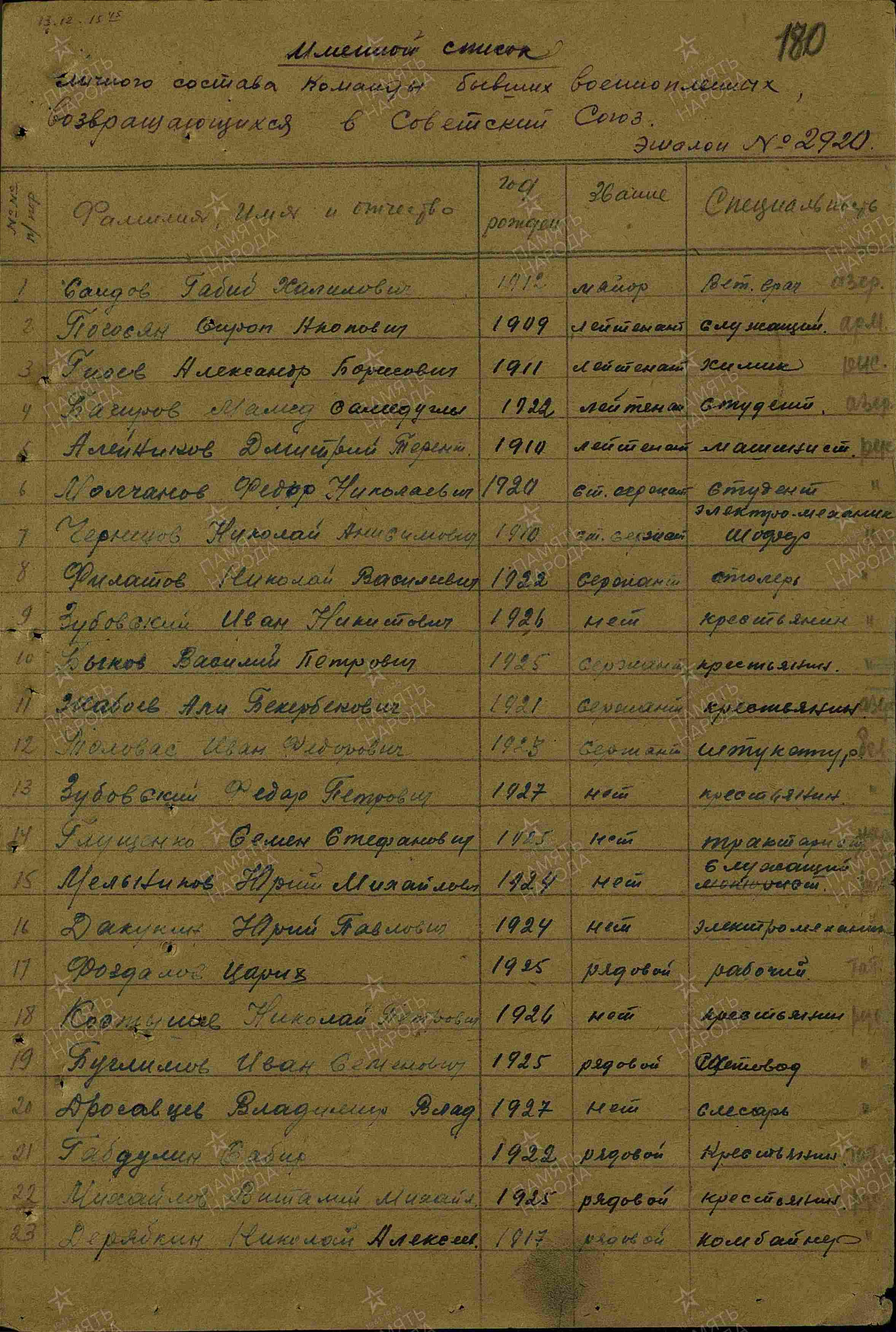
Elenco del personale della squadra di ex prigionieri di guerra di ritorno in Unione Sovietica dalla città di Bender Shah con il nome di Məmməd Bağırov

Nel 1944 Bağırov poté ritornare in Unione Sovietica attraversando l'Italia meridionale, l'Egitto, l'Iraq e l'Iran. Così, pochi giorni dopo la liberazione di Pistoia, Məmməd Bağırov, Mirza Shakhverdiev, Məmməd Khudainatov e altri undici combattenti lasciarono Pistoia, esprimendo il desiderio di tornare in Patria. Arrivati a Livorno, furono arrestati dagli alleati e interrogati. I livornesi, venuti a conoscenza dell'arresto degli ex partigiani, hanno prontamente organizzato una manifestazione di protesta davanti al carcere. Gli ex partigiani furono poi trasferiti in un campo di prigionieri di guerra vicino alla città. Bağırov e i suoi compagni furono rilasciati solo a seguito di aver fatto lo sciopero della fame. Lungo la strada, il gruppo fu raggiunto da un altro gruppo di ex cittadini sovietici che stavano tornando in Patria. Da Teheran, il gruppo arrivò a Bandar Shah, e da lì via mare a Baku.
All'arrivo a Baku, il tenente Bağırov fu inviato a Podol'sk nella regione di Mosca per un controllo approfondito da parte degli organi di controspionaggio. Solo dopo Bağırov riuscì a tornare a Baku per un mese. Fino alla fine della guerra, Bağırov prestò servizio nel distretto militare di Mosca con il grado di Primo Tenente (tenente anziano) e lì Bağırov consegnò al Museo Centrale delle Forze Armate Sovietiche lo stendardo dalla stella rossa della brigata partigiana "Ubaldo Fantacci", che aveva portato con sé. Presentò anche un rapporto con la richiesta di essere inviato al fronte dell'Estremo Oriente. Ma mentre Bağırov stava ricevendo l'adeguata formazione, arrivò la notizia della resa del Giappone.
Dopo la guerra, ha continuato per qualche tempo a prestare servizio nella difesa aerea del distretto di Baku. Terminò il servizio nell’esercito il 28 giugno 1946.
Finita la smobilitazione, Bağırov si stabilì prima a Tbilisi, dove allora vivevano i suoi genitori, iniziò a lavorare e poi si trasferì a Baku, dove mise su famiglia. Bağırov si laureò all'Istituto Tеcnico di medicina, e diventò uno stomatologo. Qui, all'istituto tecnico incontrò la sua futura moglie. Insieme alla sua famiglia visse in un trilocale situato nel quartiere chiamato "8º km" collocato in una zona residenziale.
Nel 1976 fu pubblicato in Italia un libro dello storico italiano, professore dell'Università di Firenze e sindaco del comune di Agliana Renato Risaliti dal titolo "Antifascismo e Resistenza nel Pistoiese", che parlava anche delle attività del mitragliere della brigata "Ubaldo Fantacci". Dopo la pubblicazione del libro, i veterani italiani riuscirono a trovare Bağırov. Il Comitato sovietico dei veterani di guerra fornì loro il suo indirizzo. I combattenti invitarono Mammad Baghirov in Italia nel luglio del 1978 e il presidente dell'Amministrazione Comunale di Pistoia, Renzo Bardelli, invitò Məmməd Bağırov e Mirza Shahverdiyev a partecipare alle celebrazioni per il 34º anniversario della liberazione della città. Nel settembre 1978 Bağırov, allora in pensione, venne in Italia. Questa fu la prima visita di Bağırov in questo paese dopo la fine della guerra, egli venne insieme a sua moglie Sig.ra Shafiga.

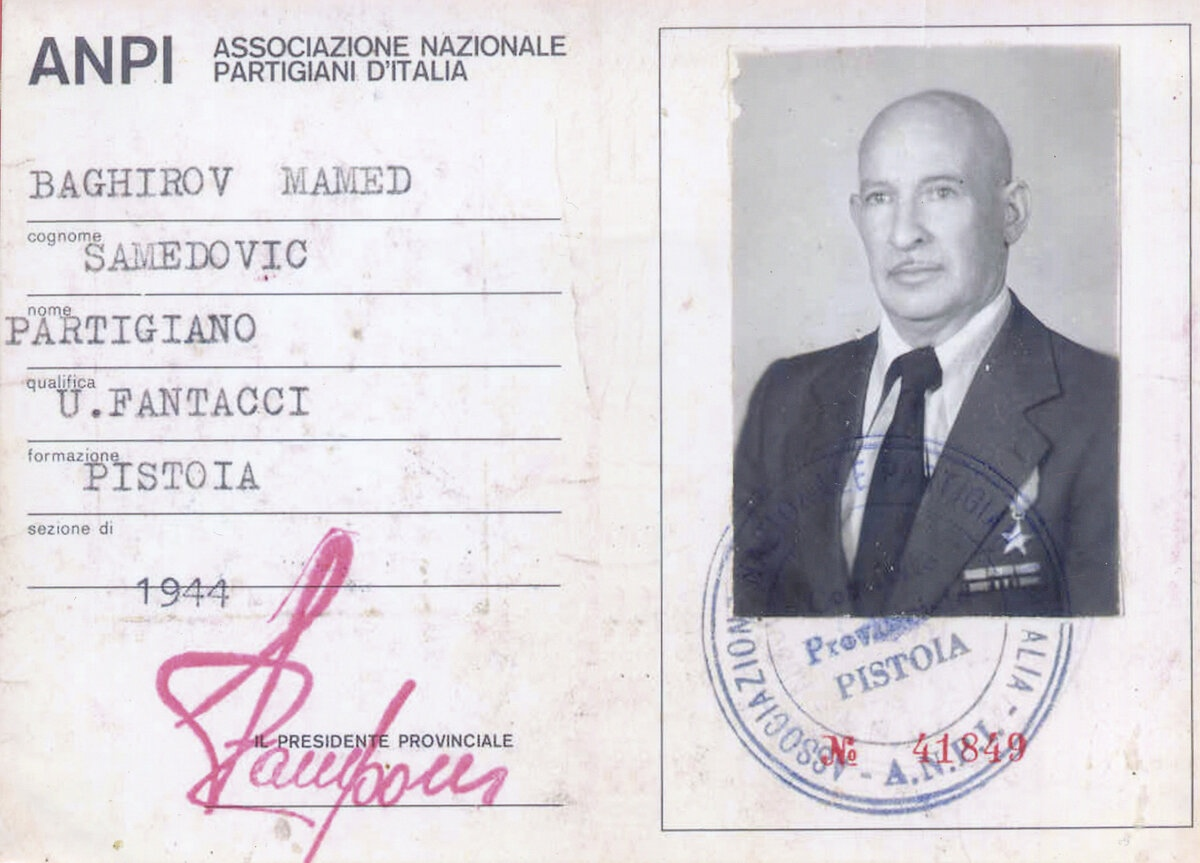
Tessera associativa dell'Associazione Nazionale Partigiani d'Italia

A Firenze Bağırov incontrò i suoi compagni d'armi: l'ex comandante della brigata "Ubaldo Fantacci" Attilio Ciantelli, Piero Casoloni, Patrizio Lucarelli, Alfio Monta, Mario Melas, Nino Mazzacane. In Italia fu insignito della medaglia "Garibaldi". La radio italiana informò i propri ascoltatori dell'arrivo di Bağırov a Pistoia. Il 9 settembre, in questa città, Bağırov prese parte ad una solenne riunione dell'Associazione Nazionale Partigiani d'Italia. Il Consiglio Comunale di Pistoia decise di eleggere Məmməd Bağırov come cittadino onorario della città. Il 10 settembre 1978, ad Agliana, Bağırov prese parte ad una cerimonia in occasione del 34º anniversario della liberazione di Pistoia dagli invasori tedeschi e la premiazione con una medaglia d'argento della città, per l'attiva resistenza partigiana durante la Seconda Guerra Mondiale. Il giornale "La Nazione" scrisse che la partecipazione di Bağırov a questa cerimonia dovrebbe essere considerata come "il trionfo della pace e della solidarietà dell'umanità". A Roma, il segretario generale del Partito Comunista Italiano, Enrico Berlinguer, organizzò un ricevimento in onore di Bağırov. Dopo Roma, Bağırov tornò di nuovo a Pistoia per visitare insieme ai suoi compagni partigiani, i luoghi dei suoi trascorsi combattimenti e delle battaglie passate.
Sotto il Comitato Sovietico dei veterani di guerra a Baku operava una sezione di partigiani sovietici, grazie agli sforzi di un membro, fu creato il Museo del movimento partigiano presso la scuola n. 6 del distretto intitolato a 26 commissari di Baku. Bağırov donò al museo una parte dei libri, delle fotografie, delle medaglie da tavolo che aveva portato dall'Italia. Qui Bağırov, insieme ad altri ex partigiani che avevano combattuto in Italia, tenne incontri con gli alunni della scuola.
Nel 1980 Bağırov ottenne una pensione personale dal Governo Italiano. Secondo il sociologo İlham Abbasov, che studia la partecipazione del popolo azero al movimento partigiano in Europa, Bağırov fu l'unico partigiano sovietico in Italia che ricevette una pensione militare dal governo della Repubblica italiana. Nel maggio 1982 Məmməd Bağırov fu visitato a Baku dal suo ex comandante Attilio Ciantelli e dai rappresentanti della città di Pistoia, tra cui il sindaco della città Renzo Bardelli. Ciantelli consegnò a Bağırov la medaglia della città di Pistoia. Nel 1984, Məmməd Bağırov visitò l'Italia per la quarta volta. Su invito del Comune della città di Pistoia e dell'Associazione Nazionale Partigiani d'Italia, Bağırov partecipò alle celebrazioni in occasione del 40º anniversario della liberazione di Pistoia dal fascismo, incontrò i suoi compagni d'armi e visitò la tomba del suo compagno d'armi Ivan Baranovskij nella città di Agliana.
Nel 1985 gli fu conferito un diploma onorario firmato dal Presidente della Repubblica Italiana Sandro Pertini, attestante che è stato assegnato al combattente partigiano Məmməd Bağırov per la sua partecipazione alla Liberazione dell'Italia negli anni 1943-1945. Məmməd Bağırov fu insignito di un totale di 14 medaglie commemorative italiane (tra cui la medaglia XX annuale della Guerra di Liberazione Nazionale), due diplomi onorari e l'Ordine della Guerra Patriottica di II grado. Fu membro onorario dell'Associazione Nazionale Partigiani d'Italia.

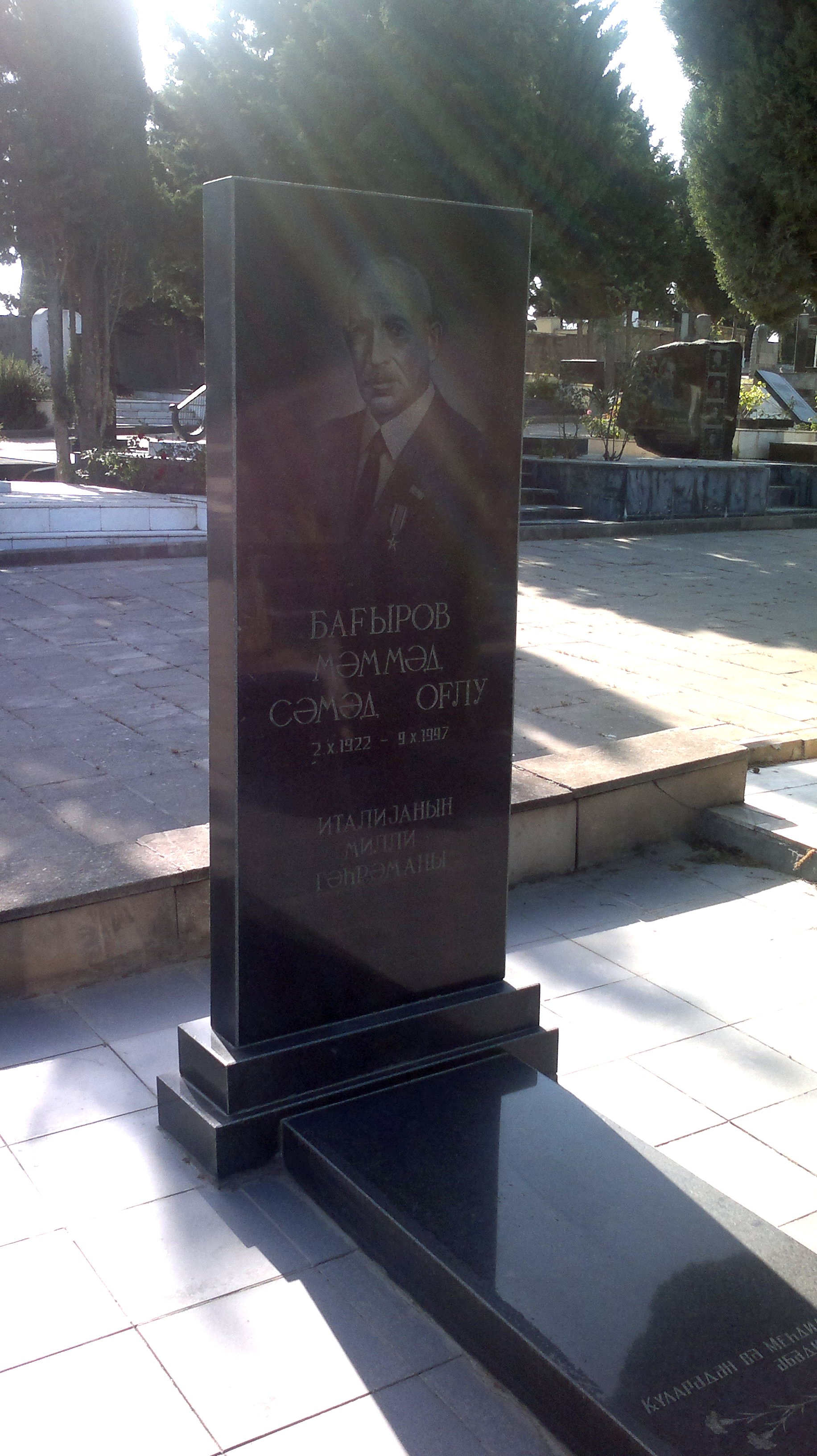
Tomba di Məmməd Bağırov nel II vicolo della sepoltura onoraria a Baku

Nel settembre 1997 Bağırov fece parte della delegazione che accompagnò il presidente della Repubblica dell'Azerbaigian Heydər Əliyev durante la sua prima visita ufficiale in Italia. Qui Bağırov incontrò il primo ministro italiano, Romano Prodi. Bağırov fu presentato anche al presidente del Senato Italiano, Nicola Mancino, al presidente della Camera dei Deputati italiana, Luciano Violante e a papa Giovanni Paolo II.
Nel suo villaggio natale di Basgal, Bağırov fondò un museo dedicato alle sue attività militari. Il sogno di Bağırov era quello di creare un Museo del Movimento di Resistenza Italiano a Baku, dove potesse collocare la sua vasta collezione privata: premi, medaglie, fotografie storiche, libri, oggetti partigiani, estratti da riviste e giornali italiani e locali. Le autorità di Baku avevano anche concesso a Bağırov un piccolo pezzo di terra vicino a casa sua. Tuttavia, egli non fece in tempo a realizzare il suo sogno. Morì il 9 ottobre 1997 a Baku. Fu sepolto nel II Vicolo delle sepolture onorarie a Baku.

## Famiglia
Məmməd Bağırov era sposato con Şafiga Bağırova, che era un medico di professione. La coppia ha avuto quattro figli. Tre di loro, i figli Aydin, Mehdi e Rustam, hanno ricevuto un'istruzione superiore, sono diventati ingegneri e la loro figlia è diventata una musicista e insegnante in una scuola di musica. Bağırov ha chiamato uno dei suoi figli Mehdi, in onore dell'Eroe dell'Unione Sovietica, il partigiano Mehdi Hüseynzadə.

## Memoria
Il Museo nazionale di storia dell'Azerbaigian contiene materiali, comprese edizioni di giornali italiani, che raccontano le attività partigiane di Məmməd Bağırov.
Il 1º marzo 2012, la televisione pubblica dell'Azerbaigian ha trasmesso in prima visione il film documentario "Partigiano che porta la stella garibaldina" (in azero Haribaldi ulduzunu gəzdirən partizan) in lingua azera, girato dal regista Taleh Ismayilov con la sceneggiatura di Mahir Garibov, Dottore in Scienze storiche e dedicato alla vita e all'attività partigiana di Məmməd Bağırov.

### Esplicative
1. ↑  La seconda volta Bagirov ha incontrato Huseyn-zadeh mentre studiava in una scuola militare, all'inizio della guerra. Il destino non li ha più uniti

### Bibliografiche
1. 1 2 3 4  Һүсејнов, 1980, p, 17.
2. 1 2  Risaliti, 1976, p, 248.
3. 1 2 3 4   Partigiano dell'Unione Sovietica alla cerimonia della Liberazione, La Nazione, 10 settembre 1978.
4. 1 2 3 4   Celebrata la liberazione della città medaglia d'argento al valor militare, La Nazione, 14 settembre 1978.
5. 1 2 3 4 5  Talalay, 2013, p, 64.
6. 1 2 3 4 5 6 7 8 9 10 11 12 13 14 15 16  Керимов, Агаев, 1978, p, 3 (№ 294).
7. 1 2  Һүсејнов, 1980, p, 20.
8. 1 2 3 4 5  Kərimov, 2015, p, 192.
9. ↑  (RU) Информация из документов, уточняющих потери, su obd-memorial.ru. URL consultato il 16 maggio 2020.
10. 1 2 3  (RU) Ханджанбекова Ф., Азербайджанцы в Движении Сопротивления. Интервью с социологом И. Аббасовым, Каспий, 24 июня 2018.
11. 1 2  (RU) Учетно-послужная картотека. Багиров Мамед Самедович, su pamyat-naroda.ru, ЦАМО. URL consultato il 13 maggio 2020.
12. 1 2 3 4  Керимов, Агаев, 1978, p, 3 (№ 295).
13. 1 2 3 4  Talalay, 2013, p, 65.
14. 1 2  Каменкович, 1986, p, 3.
15. 1 2 3 4 5 6 7 8  Kərimov, 2015, p, 193.
16. 1 2 3 4 5 6 7 8 9  Керимов, Агаев, 1978, p, 3 (№ 296).
17. 1 2 3  Аркадьева, 1984.
18. ↑  Talalay, 2013, p, 62.
19. 1 2   д. и. н. М. Гарибов, сценарист, Haribaldi ulduzunu gəzdirən partizan, Carçıfilm, 2012.
20. 1 2 3 4 5  Kərimov, 2015, p, 194.
21. ↑   Встреча бывших партизан, № 108 (5777), Баку, 8 мая 1982,  p. 2.
22. ↑  (AZ) Аббасов И., Участие азербайджанцев в движении Сопротивления стран Европы: Неизвестные страницы., su 1news.az, 9 мая 2020.
23. 1 2  Гольдштейн, 1982, p, 1.
24. 1 2  İsmayılov, 2000, p, 62.
25. 1 2  Talalay, 2013, p, 66.
26. 1 2  Һүсејнов, 1980, p, 21.
27. ↑  Kərimov, 2015, p, 192–194.
28. ↑  (AZ) İctimai telekanalda “Haribaldi ulduzunu gəzdirən partizan” filminin premyerası olmuşdur, su azertag.az, Azertag, 1º mart 2012. URL consultato il 14 maggio 2020.